# Assassino em série

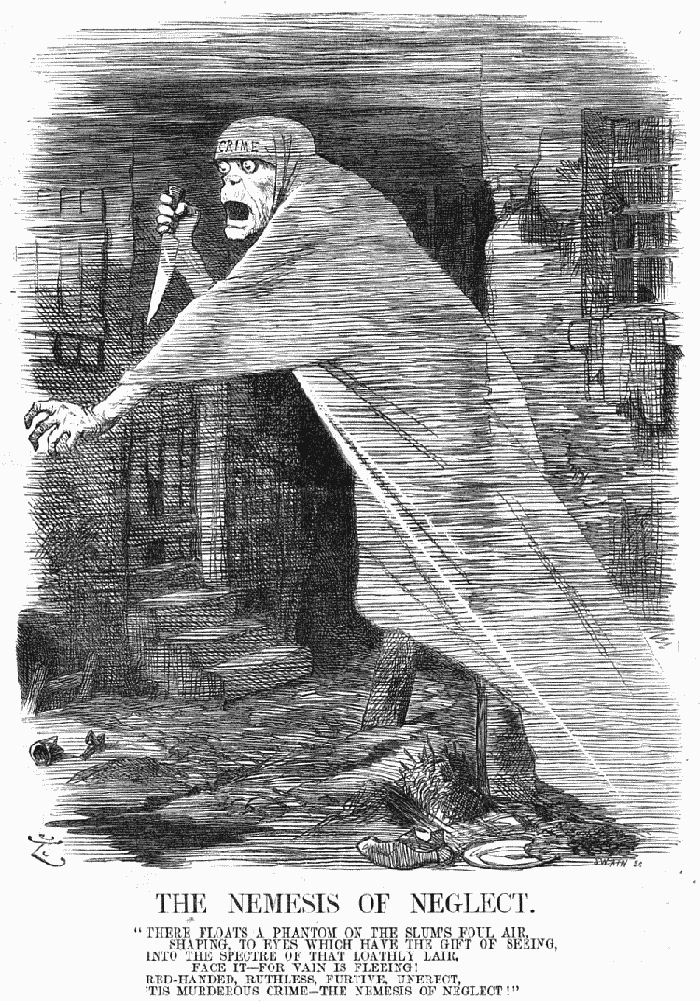
O Nêmesis da Negligência; Jack, o Estripador retratado como um fantasma assombrando Whitechapel e personificando a negligência social, num cartoon da revista Punch de 1888

Um assassino em série  (também conhecido pelo nome em inglês, serial killer) é um tipo de criminoso de perfil psicopatológico que comete crimes com determinada frequência, geralmente seguindo um modus operandi. Comumente, em casos mais ilustres, a figura do criminoso é eternizada na cultura popular, sendo reconhecida por várias gerações.
O termo teria sido usado pela primeira vez em meados de 1970 por Robert Ressler, agente aposentado do FBI.

## Definições
Segundo a Enciclopédia Britânica, um assassino em série é aquele que comete ao menos dois (02) assassinatos. Segundo esta enciclopédia também, o FBI inicialmente considerava que um criminoso poderia ser denominado assassino em série quando matasse pelo menos quatro pessoas, mas que o órgão mudou esta definição nos anos 1990, quando passou a considerar que poderia ser definido um assassino serial quem matasse três vítimas ou mais.
A criminóloga brasileira Ilana Casoy escreve em seu livro "Serial Killer: louco ou cruel?", na página 18, que:

Uma definição de assassino em série foi publicada pelo Instituto Nacional de Justiça em 1988:

## Perfil

### Perfil psicológico
Ney Fayet Jr., professor de Criminologia do programa de pós-graduação em Ciências Criminais da PUC do Rio Grande do Sul, explicou para a BBC em novembro de 2017, que este tipo de criminoso age com "excesso de brutalidade, impulsividade, frieza e sadismo".

### Características gerais do criminoso
Segundo o Psiqweb, há um estereótipo comum à maioria dos assassinos em série: são homens jovens, de raça branca, que atacam preferentemente as mulheres e que cometeram seu primeiro crime antes dos 30 anos de idade. "Evidentemente aceita-se muitas exceções", enfatizou o site. Exemplos não faltam: Andrei Chikatilo, por exemplo, é considerado um assassinos em série de iniciação tardia, uma vez que cometeu seu primeiro crime após os 40 anos de idade. Assim, obviamente, há também diversos casos de assassinos em séries do sexo feminino.

### Psicopatia e psicose
Segundo o artigo O perfil psicológico dos assassinos em série e a investigação criminal, publicado pela Escola Superior de Polícia Civil, em geral os assassinos em série sofrem de psicopatia ou psicose. O autor do texto explica:
O artigo "Transtornos de personalidade, psicopatia e assasino em séries" publicado pela Scielo, corrobora a ideia, citando um estudo que concluiu que 86,5% dos assasinos em séries tinham psicopatia: 

### Motivação e satisfação sexual
Segundo o site especializado em psiquiatria, Psiqweb, há assassinos em série que sofreram traumas ainda jovens, motivo pelo qual podem vingar-se da sociedade. Não raro este tipo de criminoso repete os crimes dos quais foi vítima - estupra meninos jovens quando ele mesmo foi estuprado na mesma idade - ou mata pessoas do perfil que lhe causaram algum trauma - matar prostitutas porque a mãe, por exemplo, era uma prostituta. Muitos deles também relataram em seus depoimentos terem sofrido bullying na escola ou mesmo em casa.

### A Tríade de Macdonald
Muitos dos assassinos em série que foram capturados aparentavam ser cidadãos respeitáveis — atraentes, bem-sucedidos, membros ativos da comunidade — até que seus crimes foram descobertos. Geralmente demonstram três comportamentos durante a infância, conhecidos como a Tríade MacDonald:

### Diagnóstico
Segundo o site especializado em Psiquiatria, Psiqweb, o diagnóstico leva em conta as características dos crimes, que seguem um padrão geralmente definido, o que diferencia o assasino em série de outros assassinos:

### Tipos
Existem basicamente dois tipos de assassinos em série:
- organizados:  sujeitos que normalmente exibem inteligência normal e conseguem se inserir bem na sociedade — são muito mais difíceis de serem pegos, visto que planejam seus crimes, não costumam deixar provas e podem ter uma vida aparentemente normal com esposa/marido, filhos e emprego, muitas vezes de alto nível, podem chegar mesmo a concluir nível superior.[2]
- desorganizados: são impulsivos, não planejam seus atos, costumam usar objetos que encontram no local do crime e muitas vezes os deixam para trás, junto com muitas outras provas.[2]

Outra classificação é a proposta por Blackburn (1998) que desenvolveu uma tipologia para os subtipos de psicopatas, inclusive considerando o aspecto antissocial como se tratasse de um dos sintomas possíveis de estar presente em certos casos. Inicialmente ele fez uma distinção entre dois tipos de psicopatas e ambos compartilhando um alto grau de impulsividade: um Tipo Primário, caracterizado por uma adequada socialização e uma total falta de perturbações emocionais, e um Tipo Secundário, caracterizado pelo isolamento social e traços neuróticos.
Apesar de serem referências de um modelo patológico de agressão, a personalidade sociopata necrófila e/ou sádica, tal como diagnosticado por Fromm correspondem às características do ditador Adolf Hitler (1889–1945), detalhadamente analisado em seu livro (o.c.) e de outros personagens sabidamente cruéis, feito o cangaceiro brasileiro, vulgo Lampião (1898–1938) e outros personagens históricos como os imperadores romanos Nero (54—68) e Calígula (37—41). Observe-se, porém que a compreensão de cada personalidade deve ser devidamente contextualizada política e socioculturalmente antes de tentativa de enquadramento num diagnóstico psiquiátrico de psicopatia ou perversão. Essa contextualização é o que permite diferenciar o matador contumaz e lúcido, que na época e local ou grupo social, onde viveram são considerados normais ou líderes, do assassino em série isolado socialmente não diferenciados por quantidades de mortes que produzem (não considerando o efeito multiplicador da sua condição de líder) ou natureza de sua agressividade sádica.

## Características gerais dos crimes
Em geral, os assassinos em série cometem crimes com certas características, que são, justo as que os diferenciam de outros assassinos e são uma espécie de assinatura. Ilana Casoy diz que "suas vítimas têm o mesmo perfil, a mesma faixa etária, são escolhidas ao acaso e mortas sem razão aparente".
- perfil da vítima: costumam matar vítimas de um certo perfil, como por exemplo mulheres jovens (ver Isabel Bathory), crianças (ver Luis Garavito), idosas (ver Kaspars Petrovs);
- modus operandi (método de operação/atuação): é o modo como matam suas vítimas e se livram de seus corpos. O assassino serial Javed Iqbal livrou-se dos corpos usando barris de ácido clorídrico, por exemplo. Já Andrei Chikatilo mordeu e canibalizou ao menos algumas de suas vítimas, enquanto Levi Bellfield atacou suas três vítimas com marteladas na cabeça;
- área de atuação: o assassino serial costuma atuar numa área, por exemplo uma fazenda (ver Juan Corona), ou próximo a torres de alta tensão (ver Maníaco da Torre). Há alguns que matam numa cidade ou região (ver Andrei Chikatilo), mas é raro que atuem numa área muito grande apesar de haver assasinos em série que atuaram em mais estados de um mesmo país ou em vários países (ver Pedro Alonso López).

No entanto, Casoy enfatiza que a área de atuação e o modus operandi são mais característicos dos assassinos do tipo "organizados". Ela usa o termo, por exemplo, "geograficamente estáveis ou não" e escreve também que os desorganizados "agem por impulso, perto de onde moram, usando armas encontradas no local de ação".

## Incidência e histórico de casos

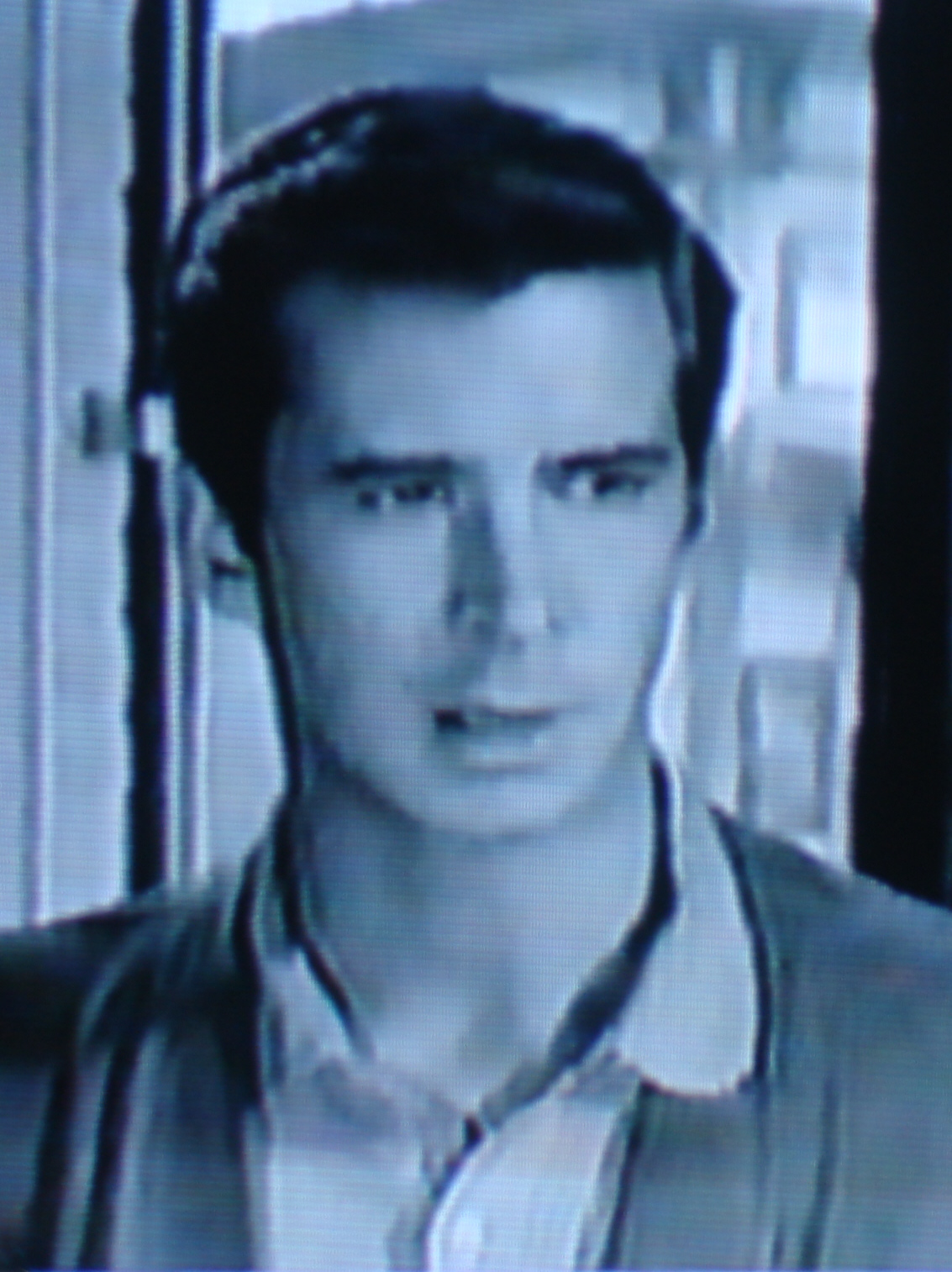
Anthony Perkins, interpreta Norman Bates, o empalhador matricida que se dizia vítima de sua própria armadilha, no filme Psicose de Alfred Hitchcock.

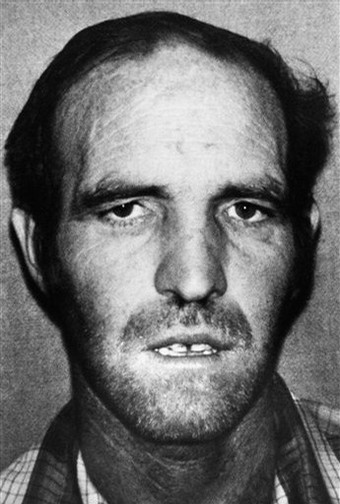
Ottis Toole

Diante das dificuldades de identificação dos potenciais agressores, bem como do espectro variado de suas manifestações, uma estratégia de estimar sua incidência ou prevalência, que nesse caso são equivalentes pela cronicidade do quadro, é calcular a incidência global do transtorno de personalidade (TP) na população geral que, segundo revisão de Morana et al, varia entre 10% e 15%, sendo que cada tipo de transtorno contribui com 0,5% a 3%. Entre os americanos adultos, 38 milhões apresentam pelo menos um tipo de TP, o que corresponde a 14,79% da população. Esse tipo de transtorno específico de personalidade é marcado por uma insensibilidade aos sentimentos alheios. Quando o grau dessa insensibilidade se apresenta elevado, levando o indivíduo a uma acentuada indiferença afetiva, ele pode adotar um comportamento criminal recorrente e o quadro clínico de TP assume a forma de psicopatia.
Não há como enumerar a incontável lista de assassinos em série, num passado tão tumultuado e violento como o da humanidade e o método clínico baseia-se na análise de histórias de vida. A título de exemplo observe-se os casos mais conhecidos, cruéis e bizarros que são:
- Ed Gein: década de 1950. Seus crimes inspiraram o filme Psicose e embora muitos o tenham excedido em número de mortes, nunca se viu nada semelhante no campo da "aberração mental". Sempre teve dúvidas de sua masculinidade tendo pensado em amputar seu pênis, mas decidiu-se para tornar-se mulher frequentar cemitérios retirando corpos ou partes deles e usando como decoração em sua casa. Em ocasiões especiais, usava o pedaço mais fino para usar em casa, vestia vestes completas feitas com os órgãos que retirava. Entretanto, decidiu que deveria fazer algo mais cruel e em 1954 começou a matar. Preso, confessou dois assassinatos e o roubo dos túmulos, porém o número parece ter sido maior, inclusive o de seu irmão. Morreu em um manicômio judiciário.

- John Wayne Gacy: década de 1970. Seu pai, um tirano, alcoólatra era crudelíssimo com ele espancando-o brutalmente e chamando-o de menininha estúpida e inútil, fazendo-o crescer duvidando de sua masculinidade. Formou-se em administração e chegou a casar-se por duas vezes. Fazia festas em sua casa quando se vestia de palhaço tendo ficado conhecido desta forma por muitos. Não tinha padrão ao escolher suas vítimas que podiam ser conhecidas ou não, ele as estrangulava e guardava-as em casa. Foram tantas vítimas que ficou sem espaço passando a "desovar" num rio próximo de casa. Foi preso e recebeu sentença de prisão perpétua por 33 assassinatos. A pena capital foi restabelecida em seu estado tendo sido executado por injeção letal em 1994.

- Theodore Robert Bundy: década de 1970. Esse sociopata contrasta com a imagem que temos de um "louco homicida". Era atraente, autoconfiante, politicamente ambicioso, bem-sucedido com uma ampla variedade de mulheres. Tinha temperamento explosivo e imprevisível e boas notas na época da escola. Entrou para a faculdade, trabalhando meio período numa linha direta para suicidas, assumindo assim sua aparência de respeitável membro da sociedade. Em 1974 faz sua primeira vítima, dando início a uma série de assassinatos brutais. Seu padrão eram mulheres jovens, atraentes, com cabelos escuros na altura do ombro e repartidos no meio, todas muito parecidas fisicamente. Bundy foi executado em cadeira elétrica em 1989, confessando de 20 a 30 assassinatos.

- Andrei Romanovich Chikatilo: década de 70 a 80. Assassino em série de manifestação tardia colocou a culpa em sua infância sofrida com o regime soviético. Tinha grau universitário, esposa, dois filhos. Era um "homem inserido na sociedade". Chamava-se de "besta louca" e "erro da natureza". Seu primeiro crime foi em 1978 quando já tinha 42 anos. Seus crimes eram extremamente cruéis, a ponto de ser apelidado de o "Estripador de Rastov". Tinha padrões de canibalismo que negou com algumas vítimas, muitas encontradas faltando órgãos. Suas vítimas eram mulheres e crianças jovens de ambos os sexos. Já na prisão, confessou 55 homicídios, foi condenado à morte e executado com um tiro.

- Jeffrey Dahmer: década de 80 a 90. De significativo em sua história de infância, foi molestado por um garoto vizinho aos oito anos e seus pais tinham brigas ferozes depois de separados. Tinha um padrão de comportamento exibicionista. Em sua mente doentia, criou a ideia de criar zumbis que seriam seus brinquedos sexuais vivos, para isso, fazia buracos nas cabeças das vítimas escolhidas e pingava líquidos cáusticos nas feridas, tentando assim destruir a vontade da vítima. Experimentou segundo ele, canibalismo com pelo menos um corpo, embora dissesse que não era sua prática comum. Foi condenado à prisão perpétua, tendo sido morto na prisão em 1994.

- Gary Ridgway: década de 80 a 90. Foi um assassino em série com o pseudônimo de Green River killer ("Assassino do Rio Verde"), considerado o assassino mais prolífico da história norte-americana. Matou mais de 80 mulheres, sendo muitas delas prostitutas, ele disse que matou essas mulheres para largar a raiva em certas horas que as suas mulheres o irritaram. Conseguiu enganar a polícia por 14 anos. Ridgway estrangulava as vítimas normalmente com as mãos mas às vezes usava algum tipo de corda ou tira e jogava seus corpos em lixões e ravinas. Viveu em Seatle e foi casado com Judith Mawson, que também foi enganada por ele. Foi condenado à prisão perpétua em 2003 após ter confessado 49 dos 80 assassinatos.

## Alguns assassinos em série em países lusófonos

### No Brasil
- João Acácio Pereira da Costa - conhecido como "Bandido da Luz Vermelha" - Assassino notável pela crueldade e frieza.
- Pedro Rodrigues Filho - conhecido como "Pedrinho Matador" - Acumulou mais de 100 homicídios e já foi condenado a quase quatrocentos anos de prisão, a maior pena privativa de liberdade já aplicada no Brasil.
- Orlando Sabino Camargo - vulgo "Monstro de Capinópolis", conhecido por assassinar 12 pessoas de diversas maneiras e 19 vitelos nas regiões do Triângulo Mineiro, Alto Paranaíba e sul do estado de Goiás.
- Francisco Costa Rocha - conhecido como "Chico Picadinho" - Esquartejava os corpos das vítimas.
- Marcelo Costa de Andrade - conhecido como "Vampiro de Niterói" - Acusado de ter matado cerca de catorze meninos nas redondezas de Itaboraí.
- Fortunato Botton Neto - conhecido como o "Maníaco do Trianon", foi um garoto de programa, assassino em série que matava e roubava seus clientes homossexuais no Parque do Trianon, próximo à Avenida Paulista, em São Paulo.
- Francisco de Assis Pereira - conhecido como "Maníaco do Parque" - Estuprava e asfixiava as mulheres que seduzia.
- Adimar Jesus da Silva - conhecido como "Maníaco de Luziânia" - Acusado de matar e estuprar 6 a 7 jovens masculinos entre 13 e 19 anos.
- Marcos Antunes Trigueiro - conhecido como o "Maníaco do Industrial" ou "Maníaco de Contagem" estuprou e assassinou pelo menos cinco mulheres entre 17 de abril de 2009 e 26 de fevereiro de 2010.
- Francisco das Chagas Rodrigues de Brito - Acusado de assassinar e emascular 41 meninos nos estados do Pará e do Maranhão, entre os anos de 1989 e 2003. Os assassinatos ficaram conhecidos como O Caso dos Meninos Emasculados, e ele ficou conhecido como a "Águia Mansa", já que se fez de bonzinho para enganar suas vítimas.
- José Vicente Matias - conhecido como "Corumbá" - Acusado de estuprar, matar e esquartejar 6 mulheres entre 1999 e 2005 nos estados de Goiás, Bahia, Maranhão e Minas Gerais.
- Laerte Patrocínio Orpinelli - conhecido como "Maníaco da Bicicleta" - Acusado de estuprar e matar pelo menos 10 crianças no interior de São Paulo.
- Tiago Henrique Gomes da Rocha - confessou o assassinato de 39 pessoas na cidade de Goiânia, entre 2011 e 2014.

### Em Portugal
- Estripador de Lisboa - Assassino em série de três mulheres na área de Lisboa. Nunca foi identificado.
- António Luís Costa (n. 1953): Antigo militar da GNR que matou 3 mulheres.
- Luísa de Jesus (1748–1772): Única mulher portuguesa assassina em série no século XVIII que matava bebês.
- Diogo Alves (1810–1841): Conhecido como o "Assassino do Aqueduto das Águas Livres", nasceu em Espanha, mas veio viver para Portugal muito novo (século XIX).
- Francisco Leitão, conhecido como Rei Ghob.[12]
- Vítor Jorge (1949–2018): Matou cinco pessoas e depois assassinou a mulher e filha à facada. Foi preso no mesmo dia. O caso foi chamado de Massacre na Praia de Osso da Baleia.
- Zé Borrego: Um assassino que matava homossexuais, por considerar que essa era a vontade de Nossa Senhora, que o impelira a ir até Lisboa para acabar com o pecado.[13]

## Outros assassinos em série no mundo

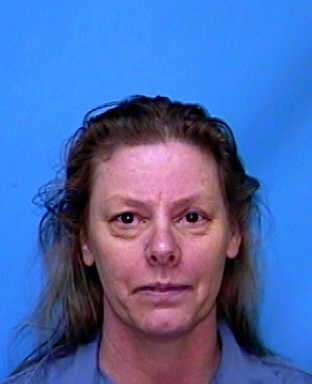
Aileen Wuornos

- Abdullah Shah - Único assassino em série afegão que se tem notícia.
- Dr John Bodkin Adams (1899-1983) - Assassino britânico.
- Aileen Wuornos - Assassina em série feminina.
- Albert De Salvo - Assassinato de treze mulheres.
- Albert Fish - Pedófilo, sadomasoquista e canibal.
- Billy Cook - Matou 6 pessoas em 22 dias entre o Missouri e Califórnia.
- Daniel Barbosa - Homicida colombiano que confessou ter matado 71 meninas.
- David Berkowitz - Assassino em série norte-americano da década de 1970.
- Dennis Rader - Um dos mais cruéis e alegóricos assassinos em série dos Estados Unidos.
- Erzsébet Báthory - Assassina em série conhecida pelo seu prazer em torturar.
- Gilles de Rais - Homicida Medieval.
- Henry Lee Lucas - Um dos mais prolíficos assassinos da história dos Estados Unidos.
- Ivan Marko Milat - Assassino australiano acusado de ter matado, pelo menos, 7 mochileiros.
- Jack, o Estripador - Assassino britânico de prostitutas.
- Assassino do Zodíaco - Assassino em série que aterrorizou a Califórnia e ficou famoso por fazer crimes "perfeitos", até hoje sem solução.
- Karla Homolka - Assassina em série canadense que, junto com o marido Paul Bernardo, matou 3 adolescentes e a irmã.
- Ottis Toole - Deficiente mental, vítima de abuso sexual, incendiário, responsável talvez, por centenas de homicídios.
- Alexander Pichushkin - Assassino em série russo, foi condenado pelo assassinato de 49 pessoas.
- Fred West - Assassino em série britânico, matou ao menos 12 pessoas junto com sua esposa Rosemary West.

## Atiradores a esmo
A tipificação dos crimes e delitos é um exercício comum às ciências jurídicas, sociais e à psicologia. Uma possível classificação de perversões ou psicopatologias que tem como consequência uma multiplicidade de vítimas é a identificação de uma categoria para o criminoso, tal como criada a categoria dos assasinos em série. Um exemplo típico é o criminoso que atira a esmo (shoothing away), aparentemente sem a escolha típica de um perfil identificador ou biotipo onde focaliza sua atenção e/ou o seu ódio. Esse padrão criminoso distingue-se do genocídio e atos terroristas e outras formas do assassínio em massa por ser uma escolha individual (algumas vezes de duplas ou pequenos grupos) mas são crimes igualmente premeditados e planejados, confundem-se, também, com a categoria mórbida do suicídio ampliado, ou seja crimes passionais seguidos de autodestruição e/ou o ataque-suicida. Nina Rodrigues (1862-1906), um dos primeiros pensadores brasileiros sobre os massacres coletivos, considerava o crime a dois, tipo o de Columbine, 1999, a forma embrionária dos crimes em massa, já sendo possível identificar-se a condição de líder e liderado bem como a presença de "ideologia" ou crença motivadora. O cerco à escola de Beslan, por outro lado é um outro exemplo onde não se distingue nitidamente a ação individual da coletiva.
Observe-se que toda categorização é imperfeita, mas deve ser realizada para que melhor se possa tentar prevenir ou controlar tais fenômenos. A relação abaixo apresentada, por exemplo, pode ser compreendida ou modificada pela idade e tipo de motivação do agressor ou mesmo pelo local da escolha das vítimas (escolas, shoppings, cinemas, estradas, etc.):
- Wellington Menezes de Oliveira, de 23 anos, atacou estudantes e funcionários na Escola Municipal Tasso da Silveira, em Realengo, no Rio de Janeiro, 12 crianças e adolescentes (dez meninas e dois meninos) morreram, além do atirador, que cometeu suicídio, e 17 ficaram feridas (7 de abril de 2011).
- Tristan van der Vlis, de 24 anos, matou 6 pessoas a tiros em um shopping center lotado na cidade holandesa de Alphen aan den Rijn e depois se suicidou. (10 de abril de 2011).[17]
- Cho Seung-hui de 23 anos, sul-coreano matou 32 pessoas e se suicidou na universidade Virginia Tech. Vivia legalmente nos Estados Unidos com seus pais há 14 anos, desde setembro de 1992 e vivia em Centreville, Virginia. (17 de abril de 2007) [18]
- Dale S. Hausner, 33 anos e Samuel John Dieteman, 31 conhecidos na polícia e imprensa como responsáveis por pelo menos 8 homicídios e 29 tiros (tentativas) disparados aleatoriamente de dentro de um carro em pedestres que pedalavam ou caminhavam. Ocorreram em Phoenix, Arizona, Estados Unidos, entre maio de 2005 e julho de 2006.[19]
- Robert Steinhäuser, de 19 anos, invadiu a escola da qual havia sido expulso e matou 14 professores, dois estudantes e um policial em um tiroteio na escola Gutenberg de ensino médio na cidade de Efurt, Alemanha. Matou ao todo 17 pessoas, cometendo suicídio em seguida. (26 de abril de 2002) [20]
- John Allen Muhammad de 42 anos e Lee Boyd Malvo 17 foram responsáveis por 16 mortes escolhidas aleatoriamente num episódio conhecido como os ataques a tiros em Beltway. Os crimes possuíam motivação política terrorista, ocorreram durante três semanas de outubro de 2002.
- Eric Harris e Dylan Klebold, de 18 anos e de 17 anos respectivamente, invadiram a escola que frequentavam, deixando 13 alunos mortos e depois se mataram. O crime aconteceu no Instituto Columbine, em Littleton no estado norte-americano do Colorado. (20 de abril de 1999)
- Mateus da Costa Meira, estudante de medicina de 24 anos, matou três pessoas e feriu outras seis ao atirar com uma submetralhadora Uzi calibre 9 mm na sala nº 5 do cinema do Morumbi Shopping, na zona sul de São Paulo onde passava o filme "Clube da Luta". O estudante, do 6º ano, entrou na sala de exibição após ter disparado contra o espelho de um dos banheiros e começou a atirar a esmo. (10 de novembro de 1999) [21]
- James Eagan Holmes, 24 anos, formado em Neurociência pela Universidade da Califórnia-Riverside, invade uma sala de cinema de um shopping em Aurora (Colorado), EUA, atirando a esmo durante a sessão de lançamento do filme The Dark Knight Rises (Batman: O Cavaleiro das Trevas Ressurge). Doze pessoas morreram e cinquenta e oito ficaram feridas, onze delas com gravidade. Este ataque ficou conhecido como o Massacre de Aurora.
- Adam Lanza, 20 anos, em 14 de dezembro de 2012 atira em sua mãe, matando-a em sua residência e depois invade uma escola de ensino fundamental na cidade de Newtown, Estado de Connecticut, EUA, atirando dentro de duas salas de aula e matando 20 crianças e mais 6 adultos, cometendo suicídio em seguida. A escola era a mesma em que Adam havia cursado o ensino básico e onde sua mãe lecionava. Adam era tido como um jovem tímido, solitário e muito inteligente.[22]
- Euler Fernando Grandolpho, 49 anos, matou 5 fiéis em um templo católico e cometeu suicídio em seguida, no dia 11 de dezembro de 2018, no episódio intitulado Ataque na Catedral Metropolitana de Campinas em 2018. O autor dos disparos não era frequentador da catedral e era caracterizado por conhecidos e vizinhos como um homem recluso e de comportamento social difícil.

### Não atiradores com padrão de "escolha" aleatório
- Tomohiro Kato (加藤智大), 25 anos, assaltante, atingiu uma multidão com o seu veículo, um 2-ton, atropelando 5 pessoas. Então, saiu de seu veículo e esfaqueou aleatoriamente pelo menos 12 pessoas com uma adaga. Ocorreu no distrito de Chiyoda Akihabara, Tokyo, Japão, em 8 de junho de 2008.
- Andrew Kehoe, de 55 anos, membro do conselho escolar, invadiu, atirou três bombas na Bath School, em Bath Township, Michigan e detonou uma junto ao próprio corpo, matando 45 pessoas e ferindo outras 58. Antes disso, havia matado sua mulher e incendiado sua fazenda. O episódio ficou conhecido como o Massacre de Bath School (18 de maio de 1927).